# Protosteliales
A Protosteliomycetes/Protosteliales (ICN) vagy Protostelea/Protostelia/Protosteliida (ICZN) a Variosea csoportja. A név a használt taxontól függhet. További nevei a Protostelea, Protostelia, and Protostelida. A nem csoportosítási szintre használt protoszteloid amőba kifejezés is előfordul.

## Történet
Olive és Stojanovič írták le először 1966-ban, majd 2012-ben Shadwick és Spiegel kiegészítették meghatározását.

## Morfológia
Hegyes állábai és alállábai, narancssárga pigmenteket tartalmazó lipidcseppjei vannak. Egy taxon ostoros amőbákkal rendelkezik 1–9, maghoz nem kapcsolt egyostorú kinetidával. Ostor nélküli fajai mikrotubulus-szervező központja gyűrű alakú komponenssel. Sporokarpiuma változó morfológiájú, hosszú 

## Életmód
Általában elhalt növényeken élő mikroorganizmusok, ahol baktériumokat, élesztőgombákat és gombaspórákat esznek. Spóraképzésük miatt a nyálkagombák formacsoportja tagjai.

## Életciklus
A protoszteloid amőbák egy- vagy többspórás sejtes tönkű egyszerű termőtest képzésére alkalmas amőbák. A protoszteloid sporokarpia, ahol a sporokarpiummá váló sejt és a sporokarpium is kicsi, utóbbin kevés spóra van, a leggyakoribb sporokarpiaváltozat az Amoebozoában, és jelen van a Centramoebida és a Flabellinia kládokban is. Emellett egyes fajok életciklusában megtalálható szabályos és szabálytalan sejtplazma-áramlású amőbaállapot is. Cavalier-Smith et al. szerint a protoszteloid sporokarpia a meglévő cisztaállapotokhoz való tönkhozzáadással alakult ki, azonban Kang et al. 2017-ben kimutatta, hogy a legtöbb cisztával rendelkező fajban a ciszta és a sporokarpium egymástól jelentősen különböznek.
Az Evosea protoszteloid fajai ivarosan szaporodhatnak, ennek jelenléte összefügghet a spórákból csírázó ostoros amőbákat tartalmazó életciklusokkal, és a sporokarpiumokat képző obligát amőbák fejlődését megelőzi.

## Csoportosítás
Többek közt az alábbi csoportokat tartalmazta:
- Cavosteliaceae/Cavosteliidae
  - Cavostelium
  - Planoprotostelium
- Ceratiomyxaceae/Ceratiomyxidae
  - Ceratiomyxa
- Protosteliaceae/Protosteliidae
  - Protostelium

2012-ben Adl et al. csupán 2 nemzetséget sorolt ide, a Planoprotosteliumot és a Protosteliumot, míg a Cavosteliaceae önálló rendbe került Cavosteliida néven a Cavostelium, Schizoplasmodiopsis és Tychosporium nemzetségekkel, a Ceratiomyxa a Protosporangiida nemzetsége lett. 2017-ben Shadwick et al. egyesítették a Planoprotosteliumot a Protosteliummal, így az eukarióták 2019-es rendszertanában utóbbi egyetlen nemzetségként szereppel.

## Rendszertan és kapcsolatok
A Myxogastria a Protosteliába ágyazódik, de az nem része, így arra nézve parafiletikus.
Formális rendszertana termőtest szerint csoportosítja az amőbák jellemzőit jobbára figyelmen kívül hagyva. 2009-től megjelent tanulmányok szerint minden ismert protoszteloid faj az Amoebozoa Variosea kládjának tagja. Azonban a protoszteloid amőbák nem mind közeli rokonok, néhányuk olyan csoport tagja, melyek többi tagja nem termőtestképző. Így a termőtestképzés egynél többször fejlődhetett ki.

## Ökológia

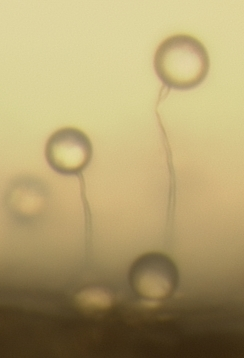
A Protostelium mycophaga termőteste

Általában elhalt növényeken, például lágy szárú növények szárain és levelein, perjefélék szárán és levelén, élő fák kérgén, bomló fán és más elhalt növényi anyagon élnek. Egyes fajai víziek, és tóba süllyedt elhalt növényi részeken élnek. Mások élő virágok szirmain és élő fák levelein élnek. Mivel baktériumokat, élesztőgombákat és gombaspórákat esznek a laboratóriumban, feltehetően ugyanígy tesznek a természetben. Így a lebontók predátorai lehetnek.

## Elterjedés
Protostelida-fajokat gyűjtöttek minden kontinensről, beleértve az Antarktiszi-félszigetet. Ezenkívül izolált szigeteken, például Hawaiion (Csendes-óceán) és Ascension-szigeten (Dél-Atlanti-óceán) is előfordulnak, vagyis a Protosteliales világszerte megtalálható. Elterjedéséről leginkább mérsékelt éghajlatú területeken írtak, így legtöbb faja onnan ismert. Azonban trópusi tanulmányokban is megtalálták, gyakran magas gyakorisággal.

## Gyűjtés és laboratóriumi kultúra
Mivel mikroszkopikusak, szubsztrátjukkal együtt vivendők a laboratóriumba a megtalálásukhoz. Az elhalt növényi anyagot ezután Petri-csészébe helyezik agar felszínen, majd néhány napig vagy egy hétig inkubálják. Végül a szubsztrát szélét összetett mikroszkóppal pásztázzák, a fajokat termőtest- és amőbamorfológia alapján azonosítják.
A protoszteloid termőtestek megtalálásuk után laboratóriumi kultúrába kerülnek megfelelő táplálékszervezetekkel. Ez termőtestek vagy spórák steril tűvel való felszedésével és baktérium- vagy élesztőtartalmú agartartalmú friss Petri-csészére való helyezésével érhető el. Ha a spórák csíráznak, az amőba elkezdte megenni az élőlényt, létrehozva a kultúrát.

## Fordítás
Ez a szócikk részben vagy egészben  a   Protosteliales című angol Wikipédia-szócikk ezen változatának fordításán alapul.  Az eredeti cikk szerkesztőit annak laptörténete sorolja fel. Ez a jelzés csupán a megfogalmazás eredetét és a szerzői jogokat jelzi, nem szolgál a cikkben szereplő információk forrásmegjelöléseként.